# Le baiser de l'hôtel de ville
Le baiser de l'hôtel de ville (literalmente, «El beso del ayuntamiento (de París)»), conocida en español como El beso, Beso frente al Hôtel de Ville, París, o El beso en el Hotel de Ville, es una fotografía en blanco y negro del fotógrafo francés Robert Doisneau, realizada en 1950. Reproduce una escena observada desde la terraza de un café con gente, en la que una pareja, con el ayuntamiento de París a sus espaldas, sin apenas detener su paso, se besan breve y rápidamente.
Se trata de una de las fotografías más populares de la historia y un icono por excelencia de la ciudad de París. Se la suele considerar tanto un símbolo del romanticismo y del amor joven como una expresiva metáfora del sentido de la vida en la Europa de los años posteriores a la Segunda Guerra Mundial.
La foto formaba parte de un reportaje que la revista Life dedicó al amor en la primavera de París. A Doisneau se le publicó una doble página con sus trabajos, todos ellos protagonizados por jóvenes actores que aparecían besándose en determinados lugares pintorescos de la capital francesa. La imagen se hizo famosa a mediados de los años ochenta tras ser reproducida en un cartel por una editorial parisina.